# أندي روسو
أندي روسو (بالإنجليزية: Andy Russo)‏ هو مدرب كرة سلة أمريكي، ولد في 26 مايو 1948 في إيفانستون في الولايات الأمريكية المتحدة.

## روابط خارجية
- أندي روسو على موقع كلية كرة السلة في سبورتس رفرنس.كوم (الإنجليزية)